# Lakto-N-biozidaza
Lakto-N-biozidaza (EC 3.2.1.140, Lacto-N-biosidase) je enzim sa sistematskim imenom oligosaharid lakto-N-biozilhidrolaza. Ovaj enzim katalizuje sledeću hemijsku reakciju
(1) beta-D-Ga-(1->3)-beta-D-GlcNAc-(1->3)-beta-D-Ga-(1->4)-D-Glc + H2O {\displaystyle \rightleftharpoons } beta--Ga-(1->3)-D-GlcNAc + beta-D-Ga-(1->4)-D-Glc
(2) lakto-N-tetraoza + H2O {\displaystyle \rightleftharpoons } lakto-N-bioza + laktoza
Enzim iz Streptomyces specifično hidrolizuje terminalne lakto-N-biozilne ostatake iz neredukujućeg kraja oligosaharida sa strukturom .

## Literatura
- Nicholas C. Price; Lewis Stevens (1999). Fundamentals of Enzymology: The Cell and Molecular Biology of Catalytic Proteins (Third изд.). USA: Oxford University Press. ISBN 019850229X.
- Eric J. Toone (2006). Advances in Enzymology and Related Areas of Molecular Biology, Protein Evolution (Volume 75 изд.). Wiley-Interscience. ISBN 0471205036.
- Branden C; Tooze J. Introduction to Protein Structure. New York, NY: Garland Publishing. ISBN 0-8153-2305-0.
- Irwin H. Segel. Enzyme Kinetics: Behavior and Analysis of Rapid Equilibrium and Steady-State Enzyme Systems (Book 44 изд.). Wiley Classics Library. ISBN 0471303097.

## Spoljašnje veze
- Lacto-N-biosidase на 